# 春日章宏
春日 章宏（かすが あきひろ、1983年8月14日 - ）は日本の作曲家、作詞家、編曲家、ピアニスト、キーボーディスト。東京都出身。

## 略歴
高校卒業後からバンド活動、アーティストのサポート、セッション活動を開始。2006年5月からソロ名義の活動を開始し、演奏活動を行いながら音楽理論とDTM（デスクトップミュージック）を使った作曲を独学で学ぶ。
2013年から作詞家、作曲家、編曲家としての活動を開始。Wings Music所属、ユニバーサルミュージックパブリッシング提携作家。
ジャズピアノを紅野智彦に師事(2005年 - 2009年)。クラシックピアノとハモンドオルガンを山口綾規に師事（2011年 - 2016年）。ボーカルをむらかみけいじゅに師事(2013年 - 2019年)。
2023年から自身がプロデュースを行う「Rhythm-Garden Project」を立ち上げ、Vsinger「水鏡美雨」の楽曲を手掛けている。
社交ダンス音楽演奏バンド「大河内新太とニューセンチュリーズ」で社交ダンス用楽曲のアレンジや演奏を行なっており、自身も社交ダンス、競技ダンス経験がある。

## 作品

### アーティスト
AISHA
- Rola-Coaster（編曲） - 「Candy Love」収録（2015年）
- Addicted...（編曲） - 「Pink Diamond」収録（2015年）

秋田知里
- melodies（作曲/編曲） - 「melodies」収録（2019年）

=LOVE (諸橋沙夏)
- My Voice Is For You（作詞/作曲/編曲） - 「CAMEO」収録（2020年）

遠藤璃菜
- サクラノツボミ（作曲） - 「サクラノツボミ(配信シングル)」収録（2022年）

大原櫻子
- Hero（作詞/作曲） - 「Travering」収録（2025年）

96猫
- Prisoner（作詞/作曲） - 「Crimson Stain」収録（2016年）

TEAM SHACHI
- One way LOVE...?（作詞） - 「TEAM」咲良菜緒盤 収録（2022年）

東山奈央
- 春色（作詞/作曲/編曲） - 「灯火のまにまに（アニメ版）」収録（2018年）

TrySail
- Baby My Step（作詞/作曲/編曲） - 「whiz」、「Sail Canvas」収録（2016年）
- 明日も晴れる（作詞/作曲/編曲） - 「Sail Canvas」収録（2016年）

平原綾香
- 風歌（作詞/作曲/編曲） - 「Prayer」収録（2015年）

HYNN
- 이미 지나간 너에게 하는 말 (Longing For The One I Lost)（編曲）（2024年）

m@e
- 私こそ、ごめんね（編曲） - 「私こそ、ごめんね（配信シングル）」、「はんなりある」収録（2019年）
- 嫌いで、好きで（作詞/作曲/編曲） - 「はんなりある」収録（2019年）
- Blue (編曲) - 「Blue（配信シングル）」収録（2021年）

水鏡美雨
- 透明（作詞/作曲/編曲） - 「透明」収録（2023年）
- 雨色（作詞/作曲/編曲） - 「雨色」収録（2023年）
- 人魚姫（作詞/作曲/編曲） - 「雨色」収録（2023年）
- Dolphin Wave（作詞/作曲/編曲） - 「雨色」収録（2023年）
- Umbrella (作詞/作曲/編曲) - 「Umbrella」収録(2024年)
- 優しい雨 (作詞/作曲/編曲) - 「Umbrella」収録(2024年)
- 夜の涙 (作詞/作曲/編曲) - 「Umbrella」収録(2024年)
- 七色 (作詞/作曲/編曲) - 「Umbrella」収録(2024年)
- 君と雨の恋物語 (作詞/作曲/編曲) - 「君と雨の恋物語」収録(2025年)
- Come Rain, Come Rain (作詞/作曲/編曲) - 「君と雨の恋物語」収録(2025年)
- 耳鳴り (作詞/作曲/編曲) - 「君と雨の恋物語」収録(2025年)
- 星の降る街 (作詞/作曲/編曲) - 「君と雨の恋物語」収録(2025年)
- 透明 ~Lofi Remix~（リミックス） - 「雨色」収録（2023年）
- 雨色 ~Bossa Remix~（リミックス） - 「雨色」収録（2023年）
- 人魚姫 ~Jazz Remix~ (リミックス) - 「Umbrella」収録(2024年)
- 透明 ~Jazz Remix~ (リミックス) - 「Umbrella」収録(2024年)
- Dolphin Wave ~Bossa Remix~ (リミックス) - 「君と雨の恋物語」収録(2025年)
- 優しい雨 ~Jazz Remix~ (リミックス) - 「君と雨の恋物語」収録(2025年)

Leola
- After The Rain feat.FUKI（作曲） - 「After The Rain feat.FUKI（配信シングル）」、「Things change but not all」収録（2019年）

Wakana
- Happy Hello Day（作曲） - 「magic moment」収録（2020年）

### キャラクターソング
『スクールガールストライカーズ 〜トゥインクルメロディーズ〜』
アプリコット・レグルス
- Lapis Lazuli（作詞/作曲/編曲） - 「スクールガールストライカーズ 〜トゥインクルメロディーズ〜 Melody Collection Vol.2」収録（2018年）
- Moment（作詞/作曲/編曲） - 「スクールガールストライカーズ 〜トゥインクルメロディーズ〜 Melody Collection Vol.2」収録（2018年）

藤代渚&雪代マリ
- Horizon（作詞/作曲/編曲） - 「スクールガールストライカーズ 〜トゥインクルメロディーズ〜 Melody Collection Vol.2」収録（2018年）

プロキオン・プディング
- Southern Cross（作詞/作曲/編曲） - 「スクールガールストライカーズ 〜トゥインクルメロディーズ〜 Melody Collection」収録（2018年）

『ボーイフレンド（仮）』
黒霧時宗(CV：羽多野渉)
- 鎖のImpatience（作詞/作曲/編曲） - 「ミュージックアルバム 藤城学園 #01」収録（2017年）

team白衣 白川基(CV：杉山紀彰)、高村英嗣(CV：山寺宏一)、若桜郁人(CV：鳥海浩輔)
- 黄金色の夢（作詞/作曲/編曲） - 「ミュージックアルバム 藤城学園 #02」収録（2018年）

鳴海雅人(CV：横山遵)
- ふたりのストーリー（作詞/作曲/編曲） - 「ミュージックアルバム 藤城学園 #01」収録（2017年）

宝生瑞季 (CV：蒼井翔太)
- kiss and cry（作詞/作曲/編曲） - 「ミュージックアルバム 藤城学園 #01」収録（2017年）

若桜郁人(CV：鳥海浩輔)
- 欲望のParadiso（作詞/作曲/編曲） - 「ボーイフレンド(仮)キャラクターCDシリーズVol.3」収録（2015年）

### ミュージカル
『ミュージカル『刀剣乱舞』 〜阿津賀志山異聞〜』
- 戦うモノの鎮魂歌-レクイエム-（作曲/編曲） - 「ミュージカル『刀剣乱舞』 〜阿津賀志山異聞〜」収録（2016年）

『ミュージカル『刀剣乱舞』 〜葵咲本紀〜』
- 僕たちの明日へ (作詞/作曲/編曲) - 「ミュージカル『刀剣乱舞』 〜葵咲本紀〜」収録（2020年）

### CM
『メガネスーパー』ラジオCM
- メガネスーパーのテーマ（作詞/作曲/編曲）（2013年）